# Rohrwiesen und Gänswiesen
Das Gebiet Rohrwiesen und Gänswiesen ist ein am 24. Oktober 1988 vom Regierungspräsidium Karlsruhe durch Verordnung ausgewiesenes Natur- und Landschaftsschutzgebiet auf dem Gebiet der Gemeinden Laudenbach und Hemsbach im Rhein-Neckar-Kreis.

## Lage
Das insgesamt 21 Hektar große Schutzgebiet liegt zwischen den Ortslagen von Hemsbach und Laudenbach östlich der Bundesstraße 3. Es gehört zu den Naturräumen Hessische Rheinebene und Bergstraße.

## Schutzzweck
Wesentlicher Schutzzweck des Naturschutzgebiets ist laut Verordnung „die Erhaltung eines Teiles der prähistorischen Neckaraue, die Erhaltung des Feinreliefs feuchter Standorte, das durch nutzungsbedingte Veränderungen um trockene Standorte bereichert wurde, die Erhaltung und Förderung der typischen Vegetationsmosaike auf den unterschiedlichen Standorten, die Erhaltung der an sie angepaßten, z. T. in ihrem Bestand bedrohten Tierarten und Tiergemeinschaften [und] die Erhaltung der Funktion des Rückhaltebeckens mit Dauerstau für die Sicherung der das Gebiet aufsuchenden Amphibienpopulation.“
Wesentlicher Schutzzweck des Landschaftsschutzgebiets ist laut Verordnung „die Erhaltung eines Restes der einst typisch ausgebildeten Wiesen und Streuobstbestände in der ehemaligen Neckaraue, die Erhaltung des Gebietes als Klimaschutzzone, die Erhaltung und Förderung der Vielfalt und Eigenart der Tier- und Pflanzenwelt, die Erhaltung und Förderung des Gebietes in seiner Funktion als Verbindungsbereich für die Amphibienwanderungen [und] die Erhaltung und Förderung des Gebietes in seiner Funktion für die Erholung und Naturbeobachtung durch die Allgemeinheit.“

## Landschaftscharakter
Durch das Gebiet fließt der Bach Kirschquelle, an dessen Ufer sich Au- und Sumpfwälder, Schilfröhrichte und andere Feuchtbiotope entwickelt haben. Das Landschaftsschutzgebiet ist teilweise landwirtschaftlich oder gärtnerisch genutzt, das Naturschutzgebiet ist weitgehend der natürlichen Entwicklung überlassen.

## Flora und Fauna
Im Gebiet kommen zahlreiche Amphibien, wie Laubfrosch, Springfrosch und Feuersalamander vor. Auch das Schlammkraut, die Seekanne, der Pirol und der Dukaten-Feuerfalter wurden im hier nachgewiesen.